# Kalø län
Kalø län var ett danskt slottslän mellan 1300-talet och 1662. Det styrdes från Kalø slott. Slottet låg nära Rønde, som ligger mellan Århus och Grenå. Länet omfattade ungefär Djursland och bestod av Djurs Nørre, Djurs Sønders, Mols, Sønderhalds och Øster Lisbjergs härader. Som generellt var fallet i Danmark var länsmännen av adlig börd (med Niels Clemmensen som enda undantag) och länet gick över tid från att ofta fungera som pant för lån till att mer av en administrativ enhet styrd av en ämbetsman. Det ersattes av Kalø amt då den danska förvaltningen omorganiserades efter enväldets införande.